# Chuyến bay 391 của Air Busan
Chuyến bay 391 của Air Busan là một chuyến bay quốc tế theo lịch trình điều hành bởi Air Busan đi từ Sân bay quốc tế Gimhae tại Busan, Hàn Quốc, đến Sân bay quốc tế Hồng Kông, Hồng Kông. Vào ngày 28 tháng 1 năm 2025, tàu bay bốc cháy trong khoảng thời gian ngắn trước khi cất cánh tại Sân bay quốc tế Gimhae, dẫn đến 7 trên 176 hành khách trên máy bay bị thương.

## Bối cảnh

### Tàu bay
Tày bay loại Airbus A321 mang số hiệu HL7763 và được đưa vào hoạt động từ năm 2008. Nó được chuyển cho Air Busan vào ngày 1 tháng 6 năm 2017.

### Hành khách và phi hành đoàn
Có tổng 169 hành khách và 6 phi hành đoàn trên tàu bay, và một kỹ sư bảo trì. Hầu hết hành khách đi du lịch vào dịp Tết Âm lịch. Đoàn khách gồm 22 khách quốc tế, trong đó 18 người Trung Quốc, 2 người Mỹ, 1 người Anh và 1 người Philippines.